# Мурадов, Камол
Камол Мурадов (род. 29 ноября 1974, Бухарская область) — узбекистанский дзюдоист. Участник летних Олимпийских игр 1996 и 2000 годов, серебряный призёр чемпионата Азии 2000 года, бронзовый призёр летних Азиатских игр 1998 года.

## Биография
Камол Мурадов родился 29 ноября 1974 года в Бухарской области (сейчас в Узбекистане).
В 1996 году вошёл в состав сборной Узбекистана на летних Олимпийских играх в Атланте. Выступал в весовой категории свыше 95 кг. В 1/8 финала за 2 минуты проиграл иппоном Игорю Мюллеру из Люксембурга.
В 1998 году стал бронзовым призёром летних Азиатских игр в Бангкоке, выступая в весовой категории до 90 кг.
В 2000 году вошёл в состав сборной Узбекистана на летних Олимпийских играх в Сиднее. Выступал в весовой категории до 90 кг. В 1/8 финала на 3-й минуте проиграл иппоном Ю Сон Ёну из Южной Кореи.
В том же году завоевал серебряную медаль чемпионата Азии в Осаке в весовой категории до 90 кг, проиграв в финал Юн Дон Сику из Южной Кореи.
Неоднократно выигрывал представительные международные турниры: в 1998 году победил на World Masters в Мюнхене, в 1999 году — The New York Open в Нью-Йорке, в 2000 году — турнир в Набуле.
Трижды становился призёром чемпионата мира среди военнослужащих: в 1997 году в Дубровнике и в 1998 году в Санкт-Петербурге выиграл бронзовые медали, в 2000 году завоевал серебро в Ден-Хелдере.